# Riddarsynerätt
Riddarsynerätt var i Sverige förr högsta domstol i frågor rörande egendomssyner som förordnades på begäran av den, som ej åtnöjdes med lagmanssynerätts dom. Rätten bestod av en av Kungl. Maj:t förordnad ordförande, vanligen ett riksråd (stundom togs någon, som stod riksråd i ämbete och heder närmast, även en landshövding), fyra medlemmar, som på ordförandens förslag tillsattes av Kungl. Maj:t, samt häradsnämnd. Riddarsynerätterna upphävdes genom kungliga förordningen 18 april 1849.